# Mougoutsi
Mougoutsi  est un département de la Province de la Nyanga dans le sud du Gabon. La préfecture se trouve à Tchibanga. Le Cercle de Réflexion des Étudiants de Mougoutsi (CREM), est la structure estudiantine  de ce département. Le département est traversé par le fleuve Nyanga. 